# Scotophilus dinganii
Scotophilus dinganii é uma espécie de morcego da família Vespertilionidae. Pode ser encontrada na África subsaariana.